# Alarmcentrale
Een alarmcentrale is een meldkamer waar de signalen worden ontvangen van een inbraakdetectiesysteem (alarmsysteem), branddetectiesysteem, een persoonlijk alarm, een autoalarm, etc. Steeds meer wordt door deze meldkamers een beroep gedaan op CCTV om de kwaliteit van de kwalificatie van het incident te verhogen.
In een alarmcentrale zullen de operatoren/centralisten de nodige maatregelen treffen zoals een contactpersoon waarschuwen, interventiediensten sturen (interventie na alarm), brandweer of technische diensten waarschuwen.
De meldkamer bevindt zich meestal in een versterkte ruimte (bunker) met noodvoorzieningen voor stroom, lucht, water en telefoonvoorzieningen.
Een alarmcentrale kan ook een meldkamer zijn waar tweedelijns hulp voor leden of verzekerden kan worden gecoördineerd op gebied van personen- of voertuighulp. Gedacht kan worden aan hulp bij ziekte in het buitenland, vervoer en repatriëring van zieken, gewonden of overledenen, repatriëring in verband met familieomstandigheden, begeleiding van reparaties van auto's en aanhangers in het buitenland, repatriëring van voertuigen, invoer en verschrotting van wrakken. 
Er zijn diverse bedrijven actief in zowel binnen- en buitenland die ook alarmcentralediensten aanbieden. 
Alarmcentrales werken op basis van lidmaatschap, reis-, zorg- of autopolis of op basis van zakelijke contracten met verzekeringsmaatschappijen, autoimporteurs of leasemaatschappijen.
Met de term 'alarmcentrale' bedoelt men ook wel de centrale waar dringende oproepen voor de hulpdiensten worden aangenomen (zoals de Hulpcentra 100/112 en de Communicatie- en Informatiecentra in België en de verschillende meldkamers in Nederland).